# Dustlombtjärnen
Dustlombtjärnen är en sjö i Kalix kommun i Norrbotten och ingår i Sangisälvens huvudavrinningsområde.